# ヴォロネジ川
ヴォロネジ川（ヴォロネジがわ、ロシア語: Воро́неж, ラテン文字表記: Voronezh）は、ロシア南部のタンボフ州、リペツク州、ヴォロネジ州を流れる河川で、ドン川の左岸支流である。長さは342km、流域面積は21,600平方km。12月後半には凍結し、3月末まで氷は解けない。
タンボフ州のミチュリンスク（1932年以前の名はコズロフ）で、リャザン州とタンボフ州の境界付近から流れる二つの川、レスノイ・ヴォロネジ川（森のヴォロネジ川）とポルノイ・ヴォロネジ川（草原のヴォロネジ川）が合流してヴォロネジ川となる。川の長さはレスノイ・ヴォロネジ川源流からの長さであるが、ポルノイ・ヴォロネジ川源流から測ると502kmとなる。北西へ流れた後、南へ向きを変え、ヴォロネジのすぐ下流でドン川に合流する。下流は船の航行が可能である。川沿いの大きな町にはリペツクおよびヴォロネジがある。